# Chen Zhong
Chen Zhong (en xinès simplificat: 陈中; en xinès tradicional: 陳中; en pinyin: Chén Zhōng) (Jiaozuo, Xina 1982) és una taekwondista xinesa, guanyadora de dues medalles olímpiques.

## Biografia
Va néixer el 22 de novembre de 1982 a la ciutat de Jiaozuo, població situada a la província xinesa de Henan.

## Carrera esportiva
Va participar, als 17 anys, en els Jocs Olímpics d'Estiu del 2000 realitzats a Sydney (Austràlia), on aconseguí guanyar la medalla d'or en la categoria femenina del pes pesant (+ 67 kg.). En els Jocs Olímpics d'Estiu de 2004 realitzats a Atenes (Grècia) aconseguí revalidar el seu títol olímpic, esdevenint la primera dona a aconseguir aquest i la primera taekwondista (tant masculí com femení) en revalidar el títol en la mateixa categoria. Gran favorita per revalidar el seu títol en els Jocs Olímpics d'Estiu de 2008 realitzats a Pequín (Xina) en quarts de final s'enfrontà a la britànica Sarah Stevenson, a la qual derrotà en la competició. Posteriorment, i davant unes reclamacions del Comitè Olímpic britànic, els jutges decidiren revisar el vídeo de la competició i finalment fou declarada vencedora de l'enfrontament Stevenson, sent la primera vegada a la història del taekwondo olímpic que es canviava el resultat d'una competició.
Al llarg de la seva carrera ha guanyat quatre medalles en el Campionat del Món de taekwondo, destacant la medalla d'or aconseguida el 2007. Vencedora de la Copa del Món de l'especialitat els anys 2001 i 2002, ha guanyat tres medalles en els Jocs Asiàtics, en la qual destaca la medalla d'or aconseguida el 2006.